# Єрмілов Віктор Васильович
Віктор Васильович Єрмілов (24 листопада 1909, село Азякуль, тепер Республіка Татарстан, Російська Федерація — 20 вересня 1982, місто Москва) — радянський діяч, новатор виробництва, слюсар Московського верстатобудівного заводу «Красный пролетарий» імені Єфремова Міністерства верстатобудівної і інструментальної промисловості СРСР. Член ЦК КПРС у 1961—1966 роках. Депутат Верховної Ради СРСР 7—8-го скликань. Герой Соціалістичної Праці (15.03.1957).

## Життєпис
Народився в родині наймита. У 1924 році закінчив школу першого ступеня в місті Єлабузі Татарської АРСР, після чого навчався в профшколі.
У 1929—1930 роках працював слюсарем на перфораторному заводі в місті Нев'янськ Уральської області, потім переїхав до Москви і на біржі праці отримав скерування на Московський верстатобудівний завод.
У 1930—1982 роках — слюсар Московського верстатобудівного заводу «Красный пролетарий» (з 1951 року — імені Єфремова). Пропрацював на підприємстві 52 роки. Освоїв серійне виробництво різних типів верстатів: токарних, прецизійних, токарно-гвинторізних, спеціальних, вертикальних багатошпіндельних напівавтоматичних та інших.
Член ВКП(б) з 1946 року.
Указом Президії Верховної Ради СРСР від 15 березня 1957 року за видатні виробничі досягнення і внесений великий вклад у виконання завдань із освоєння та впровадження на заводі нової техніки Єрмілову Віктору Васильовичу присвоєно звання Героя Соціалістичної Праці з врученням ордену Леніна і золотої медалі «Серп і Молот».
Обирався членом Комітету з Ленінських премій в області літератури і мистецтва. У 1975 році написав автобіографічну книгу «Щастя важких доріг».
Помер 20 вересня 1982 року після важкої і тривалої хвороби. Похований в Москві на Кунцевському цвинтарі.

## Нагороди і звання
- Герой Соціалістичної Праці (15.03.1957)
- два ордени Леніна (11.10.1943; 15.03.1957)
- орден Жовтневої Революції (23.11.1979)
- орден Трудового Червоного Прапора (28.11.1969)
- медалі